# Cobani
Cobani è un comune della Moldavia situato nel distretto di Glodeni di 2.609 abitanti al censimento del 2004